# Wappen Sloweniens
Das Wappen Sloweniens existiert seit 1991 und wurde von dem Bildhauer Marko Pogačnik entworfen.

## Beschreibung
In Blau schneiden zwei blaue Wellen drei silberne Bergspitzen, deren mittlere die höhere ist, und drei goldene sechszackige Sterne (2;1) schweben über diesen Spitzen.

## Symbolik
Auf blauem Grund (für die Meeresküste Sloweniens) stehen die Bergspitzen für den Triglav in den Julischen Alpen, die beiden blauen Wellenlinien symbolisieren das Adriatische Meer und die Flüsse Sloweniens, und die drei goldfarbigen Sterne stammen aus dem Wappen der Grafen von Cilli (Celje).
Durch das Wappen werden die historischen Landschaften Sloweniens versinnbildlicht: Krain, die Untersteiermark und das Küstenland.
Die drei goldenen – aber sechsstrahligen – Sterne auf blauem Grund sind eine Abwandlung des Wappens der Grafen von Heunburg / Vovbržani (auch Vovbrški) (achtstrahlige Sterne). Das Geschlecht starb 1322 aus und wurde beerbt von den Sanneckern (Žovenski oder Zaneški), den späteren Grafen und gefürsteten Grafen von Cilli (Celjski Grofje), die ihrem Wappen – drei rote Balken auf silbernen Grund – das Wappen der Heunburger hinzufügten.

## Historische Wappen

Wappen des Herzogtums Krain (1364–1918)
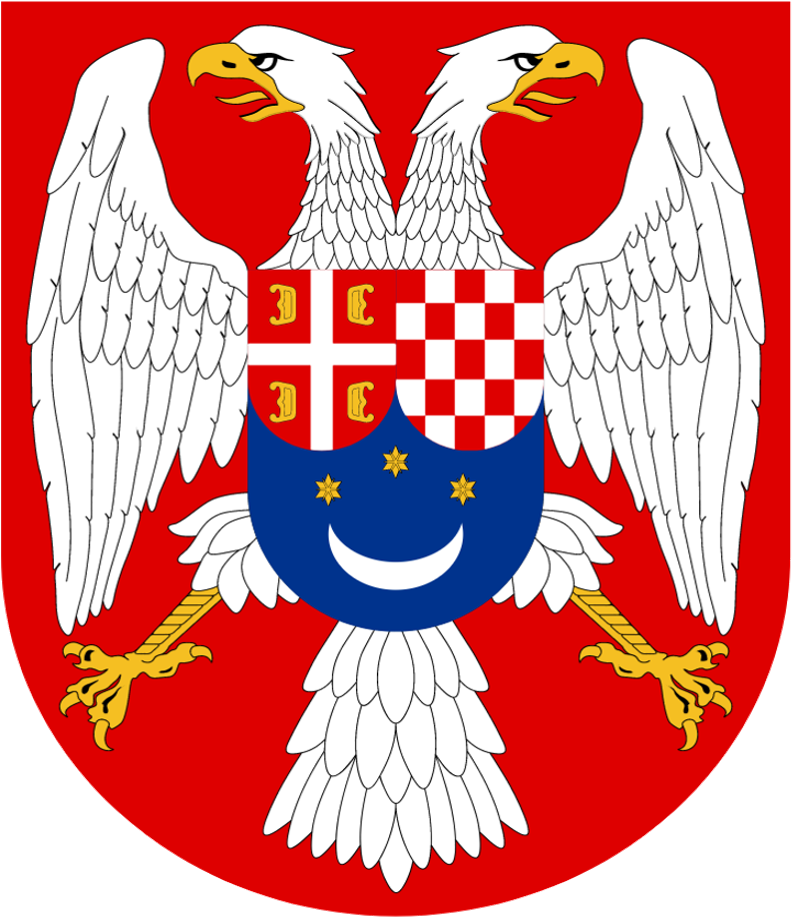
Wappen des Königreichs Jugoslawien (1918–1941/45)
Wappen der Sozialistischen Republik Slowenien (1945–1991)